# Cameron Johnson Cruz
Cameron Alec Johnson Cruz (Miami, Florida, Estados Unidos, 16 de abril de 2004) es un futbolista costarricense que juega de extremo izquierdo en el  Municipal Liberia de la Primera División de Costa Rica.

## Trayectoria

### Inter de Miami II
El 30 de abril de 2022, debutó profesionalmente en la MLS Next Pro, ingresó de cambio al minuto sesenta y siete, dos minutos después, realizó su primera anotación, el encuentro finalizó por la derrota 3-2.

### Municipal Liberia
El 5 de enero de 2024, se oficializó su fichaje al Municipal Liberia por un contrato hasta 2026. El 13 de enero, se enfrentó ante A. D. San Carlos, Johnson ingresó al minuto 73 por la derrota 3-2.

## Selección nacional

### Categorías inferiores
Fue convocado por el técnico Vladimir Quesada para representar a la selección sub-20 de Costa Rica para el Torneo Uncaf Sub-19 de 2022 con sede en Belice. Disputó los tres partidos de la primera fase de grupos del Torneo Uncaf tomando un rol de cambio. Costa Rica empataba sin anotaciones ante Panamá (0-0), empatando nuevamente esta vez contra Guatemala, y con marcador bastante superior ante Puerto Rico (4-1). Logrando clasificar a la final contra la selección de El Salvador. En la final contra la selección de El Salvador, Cameron estuvo en el banco de suplencia siendo un espectador en el compromiso, Costa Rica logró remontar en un drámatico encuentro finalizando con el marcador 5-4, logrando ser campeones del Torneo Uncaf Sub-19, para Cameron fue su primer título internacional representando a la selección de Costa Rica Sub-20.
El 29 de mayo de 2023, se oficializó la convocatoria del director técnico Douglas Sequeira para la nómina de los jugadores para representar a la selección de Costa Rica sub-23 en la competición del Torneo Maurice Revello de 2023, Cameron fue parte de la nómina. Johnson no vio minutos en los partidos contra Venezuela (empate 0-0, victoria por penales 3-4) y contra Francia (derrota, 3-4) En el tercer partido, Johnson debutó contra Arabia Saudita, en el que disputó 61 minutos, por el empate 0-0, perdiendo la serie por penales 3-2, quedando eliminados de la competición en fase de grupos. Costa Rica disputó un partido por el undécimo puesto, enfrentándose ante Catar, Cameron estuvo relegado al banco de suplencia, sin ver minutos por la derrota 2-4.

#### Participaciones internacionales
| Competición                    | Sede    | Resultado      | Partidos | Goles |
| ------------------------------ | ------- | -------------- | -------- | ----- |
| Torneo Uncaf Sub-19 de 2022    | Belice  | Campeón        | 3        | 0     |
| Torneo Maurice Revello de 2023 | Francia | Fase de grupos | 1        | 0     |

## Estadísticas

### Clubes
Actualizado al último partido jugado el 8 de marzo de 2024.
| Club                             | Div.          | Temporada     | Liga  | Liga  | Liga   | Copas nacionales | Copas nacionales | Copas nacionales | Copas internacionales | Copas internacionales | Copas internacionales | Total | Total | Total  |
| Club                             | Div.          | Temporada     | Part. | Goles | Asist. | Part.            | Goles            | Asist.           | Part.                 | Goles                 | Asist.                | Part. | Goles | Asist. |
| -------------------------------- | ------------- | ------------- | ----- | ----- | ------ | ---------------- | ---------------- | ---------------- | --------------------- | --------------------- | --------------------- | ----- | ----- | ------ |
| Inter de Miami II Estados Unidos |               |               |       |       |        |                  |                  |                  |                       |                       |                       |       |       |        |
| 3.ª                              | 2023          | 15            | 2     | 0     | —      | —                | —                | —                | —                     | —                     | 15                    | 2     | 0     |        |
| Total club                       | Total club    | 15            | 2     | 0     | 0      | 0                | 0                | 0                | 0                     | 0                     | 15                    | 2     | 0     |        |
| Municipal Liberia · Costa Rica   |               |               |       |       |        |                  |                  |                  |                       |                       |                       |       |       |        |
| 1.ª                              | 2023-24       | 9             | 0     | 0     | —      | —                | —                | —                | —                     | —                     | 9                     | 0     | 0     |        |
| 1.ª                              | 2024-25       | 0             | 0     | 0     | —      | —                | —                | —                | —                     | —                     | 0                     | 0     | 0     |        |
| Total club                       | Total club    | 9             | 0     | 0     | 0      | 0                | 0                | 0                | 0                     | 0                     | 9                     | 0     | 0     |        |
| Total carrera                    | Total carrera | Total carrera | 24    | 2     | 0      | 0                | 0                | 0                | 0                     | 0                     | 0                     | 24    | 2     | 0      |
| Fuente:Transfermarkt             |               |               |       |       |        |                  |                  |                  |                       |                       |                       |       |       |        |

## Vida privada
Cameron posee doble nacionalidad de Costa Rica y Estados Unidos, debido a que su madre es costarricense y es de nacimiento estadounidense. Su bisabuelo fue el exfutbolista José Antonio Verdesia.